# Жак Лебрюн
Жак Лебрюн (фр. Jacques Lebrun, 20 вересня 1910 — 14 січня 1996) — французький яхтсмен.
Олімпійський чемпіон 1932 року в класі Сноуберд, учасник 1936, 1948, 1952, 1960 років.